# جریان ایسلند شرقی

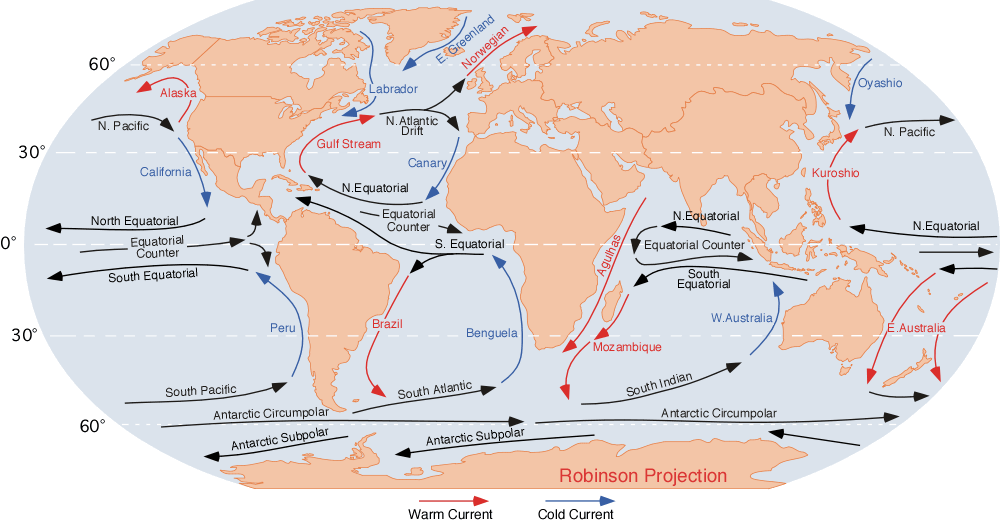
مسیر جریان ایسلند شرقی بر روی نقشه

جریان ایسلند شرقی (انگلیسی: East Iceland Current) یک جریان اقیانوسی سرد است که در شرق گرینلند شکل گرفته و شاخه‌ای از جریان گرینلند شرقی به‌شمار می‌رود. این جریان در جهت ساعت‌گرد و پادساعت‌گرد به‌سرعت گردش می‌کند و پیش از چرخش به طرف شمال و ورود به دریای نروژ در امتداد ساحل ایسلند به سمت شرق حرکت می‌کند. میانگین سرعت جریان ایسلند شرقی ۶ سانتی‌متر در ثانیه و بیشنیه سرعت آن ۱۰ سانتی‌متر در ثانیه در هنگام گردش جریان به سمت شرق است.